# Austria's Next Topmodel
Austria's Next Topmodel es un reality documental basado en el show creado por Tyra Banks America's Next Top Model que enfrenta a un grupo de concursantes a lo largo de varios desafíos, y de este modo la ganadora obtiene el título de Austria's Next Topmodel, con premios que incluyen la portada en una revista, un contrato con una agencia y otros premios que varían en cada ciclo.

## Formato del show
La presentadora del show es Lena Gercke, la primera ganadora de Germany's Next Topmodel quien además es la primera ganadora de una versión de Top Model, en convertirse presentadora en otra versión. El jurado está compuesto de la jefa y dueña de la agencia Wiener Models Andrea Weidler y el entrenador en pasarela Alamande Belfor.
El primer Ciclo fue emitido durante enero y febrero de 2009 y finalizó con la victoria de Larissa Marolt de 16 años, proveniente de St. Kanzian am Klopeinersee. Una vez anunciada su victoria, fue enviada en helicóptero a Munich y de allí a Los Ángeles en donde conocería a sus competidoras por el cuarto título a Germany's Next Topmodel. Finalmente obtuvo el 8.º Puesto.
El segundo Ciclo comenzó a fines de 2009 y con la frase de promoción Más muchachas, Más Viajes, Más Glamour fue prometedor y ejerció cambios radicales. Amanda Belfor fue reemplazada por el modelo y fotógrafo Dominique Andreas Ortner y la experta en belleza Sabine Landl, quien dirigió los estilos de las concursantes en el Ciclo 1, también se unió al jurado. Gercke y Weidler se mantuvieron. De todos modos, muchos de los cambios no fueron bien recibidos por la audiencia, quien tampoco estuvo de acuerdo con la elección de Aylin Kösetürk como ganadora, al no tener un buen desempeño luego del show.
El tercer Ciclo se estrenó en enero de 2011 e introdujo a los nuevos jueces: el diseñador de modas Atil Kutoglu y la entrenadora de pasarela Elvyra Geyer, siendo Gercke la permanente presentadora. Un cambio significante fue que el elenco estuvo formado por una concursante de cada estado federal, y por otras cinco concursantes que obtuvieron un "comodín". Además hubo un destino internacional para cada episodio, aunque sólo las finalistas fueron quienes estuvieron hablitadas para viajar.

## Ciclos
| Ciclo | Fecha de estreno        | Ganadora           | Primer finalista     | Otras concursantes en orden de eliminación | Número de concursantes | Destino Internacional                           |
| ----- | ----------------------- | ------------------ | -------------------- | --- | ---------------------- | ----------------------------------------------- |
| 1     | 8 de enero de 2009      | Larissa Marolt     | Victoria Hooper      | Piroschka Khyo, Birgit Königstorfer, Christiane Pliem, Kordula Stöckl, Julia Mähder, Kim Sade-Tiroch, Constanzia Delort-Laval, Tamara Puljarevic | 10                     | Nueva York Dubái Milán                          |
| 2     | 25 de noviembre de 2009 | Aylin Kösetürk     | Sarah Unterberger    | Julia Huber, Lisa Schottak (abandona), Angelika Czapka, Manuela Frey, Vanessa Hooper, Iris Shala, Anna Steinwendner, Jennifer Kogler, Lina Köberl, Johanna Gruber, Nina Kollmann                                                                            | 13                     | Estambul Atenas Londres París Ciudad del Cabo   |
| 3     | 6 de enero de 2011      | Lydia Nnenna Obute | Katharina Theuermann | Lisa Berghold (abandona), Victoria Vogeler, Sarah Preiml, Magalie Berghahn (descalificada), Nadine Oberteiler, Linda Linorter, Vanessa Alexandra Lotz, Valerie Heidenreich, Nicole Gerzabek, Julia Trummer, Darija Gavric, Romana Gruber                    | 14                     | Bombay Barcelona Tokio Milán Londres Nueva York |
| 4     | 12 de enero de 2012     | Antonia Hausmair   | Gina Adamu           | Isabelle Raisa & Alina Chlebecek, Sabrina Rauch & Katharina Mihalovic, Nataša Maric, Michaela Schopf (abandona), Christine Riener, Madalina Andreica, Yemisi Rieger, Izabela Pop Kostic, Nadine Trinker & Bianca Ebelsberger, Lana Baltic, Melisa Popanicic | 16                     | Berlín Nueva York                               |
| 5     | 3 de enero de 2013      | Greta Uszkai       | Katrin Krinner       | Charlotte Rothpletz, Nadja Sejranic, Tatjana Catic (abandona), Sabrina Kastner, Iris Mann, Sina Lisa Petru, Sabrina-Nathalie Reitz, Luca Stemer, Vanessa Rolke, Charlotte Aichhorn, Isabelle Postl, Stefanie Wedam, Aleksandra Stankovic                    | 15                     | Hurghada                                        |

## Controversia

### Cuestionamiento del Título
Antes del comienzo del, existió una controversia por otro concurso de modelos llamado Österreichs (Alemán por "Austria's") Next Topmodel, que existió en 2007. Dominik Wachta, fundadora de lo que podría ser denominado una mezcla de un concurso de bellza con audiciones, acusó a la productora de televisión Puls 4 de haber robado su idea. Aun así no se pudo cambiar el nombre del show de acuerdo a una licencia de CBS bajo el permiso de Banks.

### Racismo
En el tercer ciclo la concursante Magalie Berghahn fue descalificada y eliminada de la competencia por comentarios racistas que realizó en una llamada telefónica con su novio. Los comentarios referían a otras participantes: a Lydia Nnenna Obute, como una "Neger Oide" (una expresión austríaca que expresa Vieja Mujer Nigeriana) y a Vanessa Lotz como una "Deitsche" (descalificativo a Mujer alemana), que no tenía derecho a estar en una competencia austríaca. Ambas Obute y Lotz ganaron un desafío ese mismo episodio. La conversación fue enteramente grabada y mostrada en el show. Magalie fue enfrentada por la presentadora Lena Gercke, quien le muestra el video frente a las otras dos concursantes. Gercke luego le revela que ha sido descalificada y eliminada de la competencia por sus comentarios y pensamientos racistas. Puls 4 fue luego criticada por no censurar los comentarios de Berghahn y mostrarlos en el show. Berghahn was not invited to the final runway show of the cast on the cycles final and later stated that the scandal ruined her life.